# توم أبيل
توم أبيل (10 سبتمبر 1890 في المملكة المتحدة - 23 يناير 1937) (بالإنجليزية: Tom Abel)‏ هو لاعب كريكت بريطاني (وحمل سابقاً جنسية المملكة المتحدة لبريطانيا العظمى وأيرلندا). لعب مع نادي مقاطعة سري للكريكت ‏ ونادي مقاطعة غلاموركن للكريكت ‏.

## وصلات خارجية
- توم أبيل على موقع إي آس بي آن كريك إنفو (الإنجليزية)